# Francisco Dornelles
Francisco Oswaldo Neves Dornelles GCM • GOMM (Belo Horizonte, 7 de janeiro de 1935 – Rio de Janeiro, 23 de agosto de 2023) foi um economista e político brasileiro. Em razão de sua condição de vice-governador do Rio de Janeiro, exerceu o cargo de governador do Rio de Janeiro, entre 28 de março de 2016 e 31 de outubro daquele ano (em decorrência de problemas de saúde do governador) e a partir do dia 29 de novembro de 2018 a 1 de janeiro de 2019 com a prisão preventiva do governador Luiz Fernando Pezão, sem que o mesmo tenha concluído o mandato. Por esse motivo Dornelles foi o responsável por passar o cargo de governador a Wilson Witzel.
Francisco era, pelo lado paterno, primo em segundo grau do presidente Getúlio Vargas e sobrinho do militar, governador do Rio Grande do Sul e Ministro da Agricultura Ernesto Dornelles. Pelo lado materno era sobrinho do primeiro-ministro e presidente eleito Tancredo Neves e primo em segundo grau do senador e ex-governador de Minas Gerais Aécio Neves (PSDB). Ainda pelo lado materno, era descendente do capitão-mor e ouvidor da Capitania de São Vicente Amador Bueno e dos bandeirantes Francisco Bueno e Bartolomeu Bueno, o Moço.

## Biografia
Bacharel, Mestre e Doutor em Direito pela Universidade do Brasil, atual Universidade Federal do Rio de Janeiro (UFRJ), cursou o International Tax Program da Harvard Law School entre 1965 e 1966, onde especializou-se em finanças públicas e tributação com cursos no exterior. Também estudou Finanças Públicas na Universidade de Nancy, na França. Foi professor de Direito Financeiro na Faculdade Nacional do Rio.
Iniciou a sua carreira como político trabalhando com o seu tio paterno Tancredo Neves na Secretaria de Finanças de Minas Gerais em 1959. Por influência dele atuou junto ao  Partido Trabalhista Brasileiro (PTB). Durante o período de Tancredo como primeiro-ministro do país, foi seu secretário particular.
Após a saída de Tancredo do cargo de primeiro-ministro, se afasta da vida partidária e se dedica à carreira acadêmica. A partir de 1972, assume diversos cargos no governo federal da ditadura militar (ARENA).
Foi secretário da Receita Federal em 1979 e, em 1985, ministro da Fazenda escolhido pelo presidente eleito indiretamente Tancredo Neves e mantido por José Sarney, que acabaria por assumir a Presidência.
Em 1984, com a articulação da candidatura de Tancredo à presidência da República, se aproxima do Partido do Movimento Democrático Brasileiro (PMDB). Em 1986, se elege deputado federal pelo Partido da Frente Liberal (PFL), onde permanece até 1993, quando retorna ao partido sucedâneo da ARENA - o Partido Democrático Social (PDS) - e suas denominações seguintes (PPR/PPB/PP), sendo entre 2007 e 2013 presidente nacionalmente do partido, já então denominado Partido Progressista, sigla da qual foi presidente de honra até o seu falecimento. Transmitiu a presidência do partido ao também senador Ciro Nogueira.
Foi eleito deputado federal pela primeira vez em 1986, tendo sido reeleito por mais quatro vezes seguidas. 
Na Constituinte de 1988, segundo entrevista concedida anos depois, Dornelles chegou a ser agredido por Antônio Carlos Magalhães, que lhe puxou a gravata e chamou-o de "traidor", por recusar-se a votar no mandato de cinco anos para o presidente Sarney.
Disputou a prefeitura do Rio de Janeiro em 1992, tendo obtido o 7º lugar.
Foi também o ministro da Indústria e Comércio e o ministro do Trabalho, no governo Fernando Henrique Cardoso.
Em 1987, como deputado federal, Dornelles foi admitido já no grau de Grã-Cruz à Ordem do Mérito, de Portugal. Em 1999, como ministro, foi condecorado por FHC com a Ordem do Mérito Militar no grau de Grande-Oficial especial.
Em 2006, foi eleito senador pelo Rio de Janeiro, tendo como primeiro suplente Péricles Olivier de Paula.

## Governador interino do Estado do Rio de Janeiro
Em março de 2016, em decorrência de problemas de saúde do governador Luiz Fernando de Souza, assumiu interinamente o governo do Rio por sete meses. Afirmou que "a crise financeira nas contas publicas estaduais é grave e que, neste momento, não há dinheiro para pagar os servidores bem como que nunca viu uma crise financeira como a atual". Esteve no exercício do cargo de Governador durante os Jogos Olímpicos Rio 2016, e durante as eleições municipais de 2016. Voltou a assumir em razão da doença do titular em julho de 2017, interinamente.
Em novembro de 2018 voltou a assumir o cargo de governador em exercício em decorrência da prisão do governador Luiz Fernando Pezão, permanecendo nesta condição até a posse de Wilson Witzel, em janeiro de 2019.

#### Reações aos caos econômico
Em 17 de junho de 2016, a crise econômica no país, que teve forte impacto no Rio, levou Dornelles, como governador, a decretar estado de calamidade pública a 49 dias do início das Jogos Olímpicos de Verão de 2016. Foi a primeira vez na história que o estado tomou medida semelhante na área financeira.

## Morte
Francisco Dornelles estava desde maio de 2023 no Hospital Pró-Cardíaco, em Botafogo, na Zona Sul do Rio. Dornelles faleceu aos 88 anos de idade, a causa da morte não foi divulgada.